# بزهای کوهی آمریکای شمالی
بزهای کوهی آمریکای شمالی (نام علمی: Oreamnos) نام یک سرده از زیرخانواده بزسانان است.